# ERoEI
ERoEI je zkratka pro anglický termín Energy Returned on Energy Invested (někdy se uvádí také EROI – Energy Return On Investment). Jedná se o bezrozměrnou veličinu, danou podílem energie získané z nějaké energeticky významné činnosti, technologie nebo látky, vůči energii do ní vložené, např. veškerá energie vložená do nalezení ropy a vyprodukování nafty, nebo růstu a sklizni surovin a následnému získání biopaliva.
Termín ERoEI se většinou vyskytuje tam, kde se hovoří o energetické výnosnosti paliv a zdrojů energie.
{\displaystyle ERoEI={\frac {\hbox{Energie získaná ze zdroje}}{\hbox{Energie potřebná na získání tohoto zdroje}}}}

## Vypovídající hodnota
Mezní hodnotou ukazatele je hodnota 1. Při této hodnotě ERoEI získáváme z dotyčného předmětu (technologie, paliva,…) tolik energie, kolik do něj vkládáme. Od zmiňovaného zpracování energie se předpokládá energetický zisk, který by (v uvažovaném časovém horizontu, po který bude trvat) pokryl investovaný čas, práci lidí v této činnosti angažovaných, případnou sanaci životního prostředí (např. refundaci lidí bydlících poblíž ložiska) a další, takže při ERoEI ≤ 1 (v některých případech i nad 1) nemá smysl daný energetický proces vůbec započít. Čím vyšší hodnota ukazatele, tím výhodnější je zdroj energie.
Mnohdy je pro hodnotu ERoEI zásadní, zdali je práce pro těžbu a zpracování zmechanizovaná, nebo pouze manuální, za primitivnějších podmínek. V prvním případě je energie vstupní vyšší o palivo do strojů, jejich údržbu apod. 
Do výpočtu je běžně zahrnuta pouze „tržní“ energie vynaložená člověkem a přírodní (primární) energetické zdroje nejsou uvažovány. Například u biopaliv není kalkulována energie slunce pohánějící fotosyntézu při růstu rostlin.

## Hodnoty ERoEI pro různé zdroje energie
| Zdroje energie                                                     | Rok                 | Země                                       | ERoEI*                 | Zdroj                                                                        |
| ------------------------------------------------------------------ | ------------------- | ------------------------------------------ | ---------------------- | ---------------------------------------------------------------------------- |
| FOSILNÍ PALIVA                                                     |                     |                                            |                        |                                                                              |
| Ropa a zemní plyn - -                                              | 2006 2007 2008 2010 | Globálně USA Norsko Kanada Čína            | 18 11 40 15 10         | Gagnon, 2009 Guilford a kol. 2011 Grandell, 2011 Freise, 2011 Hu a kol, 2013 |
| Zemní plyn samostatně -                                            | 2005 2009 -         | USA Kanada USA                             | 67 20 18               | Sell a kol, 2011 Freise, 2011 Yaritani a Matsushima, 2014                    |
| Břidlicový plyn                                                    | -                   | USA                                        | 17                     | Yaritani a Matsushima, 2014                                                  |
| Uhlí (blíže nespecifikováno) -                                     | - 2010              | - Čína                                     | 12-24 27               | Raugei a kol., 2012 Hu a kol, 2013                                           |
| Živičné břidlice                                                   | -                   | USA                                        | 1,1-1,8                | Brandt, 2009                                                                 |
| JADERNÁ ENERGIE                                                    |                     |                                            |                        |                                                                              |
| Jaderná energie                                                    | -                   | USA                                        | 59-70                  | WNA, 2020                                                                    |
| OBNOVITELNÉ ZDROJE                                                 |                     |                                            |                        |                                                                              |
| Vodní energie - průtoková - Vlnová / přílivová                     | -                   | - Quebec -                                 | > 100 205-267 15       | Cleveland a kol., 1984 Gagnon a kol., 2002 Gupta a Hall, 2011                |
| Větrné elektrárny - 2,3 MW, E-82 - E-82                            | -                   | Německo -                                  | 51 30-50               | Torsten, 2011 Zimmermann, 2012                                               |
| Geotermální energie - Hydrotermální - Horké kamení                 | -                   | -                                          | 2-13 2-39              | Gupta a Hall, 2011                                                           |
| Solární energie - Fotovoltaika                                     | -                   | - jižní Evropa severní Evropa jižní Evropa | 6-12 5,9-11,8 10 15-25 | Kubiszewski, 2009 Raugei a kol., 2012 Fraunhofer ISE, 2018                   |
| Biomasa - Bionafta - Ethanol z cukrové třtiny - Ethanol z kukuřice | -                   | USA - USA                                  | 1,3 0,8-10 0,8-1,6     | Pimentel a Patzek, 2005 Goldemberg, 2007 Patzek, 2004; Farrel a kol., 2007   |

* Hodnoty ERoEI nemusejí být vždy počítány dle stejné metodologie! Viz níže.

## Vývoj ERoEI v čase
Hodnota ERoEI pro objevení ropy a zemního plynu byla v USA historicky až 1000:1 v roce 1919, ale v průběhu let klesala až na hodnotu 5:1 v roce 2010, pro produkci to bylo z hodnoty 25:1 v roce 1970 až na 10:1 v roce 2007.
Pro uhlí v USA se hodnota vyvíjela kaskádovitě z hodnoty cca 80:1 v raných fázích těžby na hodnotu 30:1 v 50. letech 20. století, přičemž následně znovu stoupla na původní hodnotu v 90. letech. Od té doby pomalu klesá.

## (Ne)porovnatelnost hodnot ukazatele
Pro ukazatel není odsouhlasený standard, jaké všechny energetické aktivity spojené se zdrojem by do měření a výpočtu měly být zahrnuty. Právě kvůli rozcházejícím se hodnotám ukazatele pro stejné zdroje energie v různých vědeckých studiích byla odhalena nutnost stanovení přísnějších hranic uvažovaného energetického dosahu ve jmenovateli zlomku pro jednotlivé výpočty, aby bylo možno indexy porovnávat. Proto se pro ukazatel vyvinuly odvozené, zpřesněné výpočty:
1. Pouze přímé vstupy a výstupy energie
2. Energetické a neenergetické nepřímé vstupy
3. Externality produkčního procesu

Sami autoři ukazatele ERoEI na základě vědecké diskuse přišli s několika zpřesněnými indexy, které se liší „místem“, pro které se ERoEI energetického zdroje počítá. Tento koncept se velice podobá prvně uvedenému:
- ERoEIst   – standardní výpočet, energie spotřebovaná po místo, kde palivo (zdroj energie) opouští zařízení produkce. Vstupující energie je pouze ta na nalezení a vytěžení zdroje. Někdy označováno také jako ERoEImm z anglického „mine-mouth“, v překladu „ústí dolu“.
- ERoEIpou – energie spotřebovaná po místo užití, v překladu „point-of-use“. Zde se uvažuje i energie potřebná na dopravení do místa spotřeby.
- ERoEIext – rozšířený index od slova „extended“. Zde se uvažuje krom výše uvedených také energie spotřebovaná na specifický způsob „užití“ hodnoceného zdroje, tedy např. na stavbu a údržbu silnic a dálnic u klasických pohonných hmot.

## Vztah k čistému energetickému zisku
Veličina energetický zisk (též čistý energetický zisk) měří to samé co ERoEI. Vztah mezi nimi je následující:
Čistý energetický zisk / Energie spotřebovaná = ERoEI - 1

## Kritika ERoEI
Měření ERoEI nemusí být vždy jednoznačné, ale neexistují standardy na to, které činnosti by měly být zahrnuty do měření ERoEI u ekonomického procesu. Při měření ERoEI se nemusí jednat pouze o palivo, ale může jít o poměrně komplexní a sofistifikovaný technologický proces s desítkami vstupů a výstupů. Navíc forma energie na výstupu může být zcela jiného druhu než na vstupu a taktéž není zcela jasné, do jakých detailů při výpočtu zacházet.
V případě biopaliv závisí ERoEI kromě počasí rovněž na intenzitě hnojení a na podílu ruční práce. Kritická je zejména otázka rozpočítání energetických vstupů mezi jednotlivé výstupní produkty. Například vedlejšími produkty při výrobě etanolu z obilí jsou sláma, kterou lze rovněž použít k výrobě energie, výpalky, které lze použít jako krmivo, teplo z chlazení destilačního zařízení... Doprava na relativně krátké vzdálenosti může EROEI biomasy výrazně snížit. Podobně v případě větrné energie závisí ERoEI na větrnosti lokality, velikosti rotoru, výšce stožáru, u jaderné energie na typu reaktoru, obohacení vstupního paliva, stupni vyhoření paliva, v případě fotovoltaiky na typu a účinnosti panelů, typu měničů, úrovni slunečního záření, sklonu a orientaci.
Dále je třeba si uvědomit, že jediné, co ERoEI sleduje, jsou toky energie v životním cyklu zdroje. Faktory jako emise skleníkových plynů, tepla, látek poškozujících ozonovou vrstvu, prachu, spotřeba vody a další dopady na životní prostředí nejsou zahrnuty. Tyto parametry zahrnují komplexnější studie LCA například podle metodiky CML nebo ReCiPe. Stejně tak v hodnotě ERoEI nejsou zahrnuta rizika výroby jednotky energie pro pracovníky a veřejnost, riziko havárie v důsledku chyby obsluhy, riziko mezinárodních konfliktů o zdroje, vliv na lokální zaměstnanost, ceny zemědělské půdy a nemovitostí nebo závislost na dovozu energetických zdrojů. Výběr paliva nebo technologie by se proto neměl řídit pouze podle hodnoty ERoEI.